# Аннинск
Аннинск (первоначально — Аннинский (Бабкинский) завод, затем — село Аненнское) — деревня в Пермском районе Пермского края, входит в сельское поселение Пальниковское. Была железнодорожная станция. Стоит на реке Бабка, левом притоке Сылвы, впадающей в Чусовую и её притоке — реке Осиновке.

## Население
106 чел. (2002 г.). Ранее: 841 чел. (1926 г.).

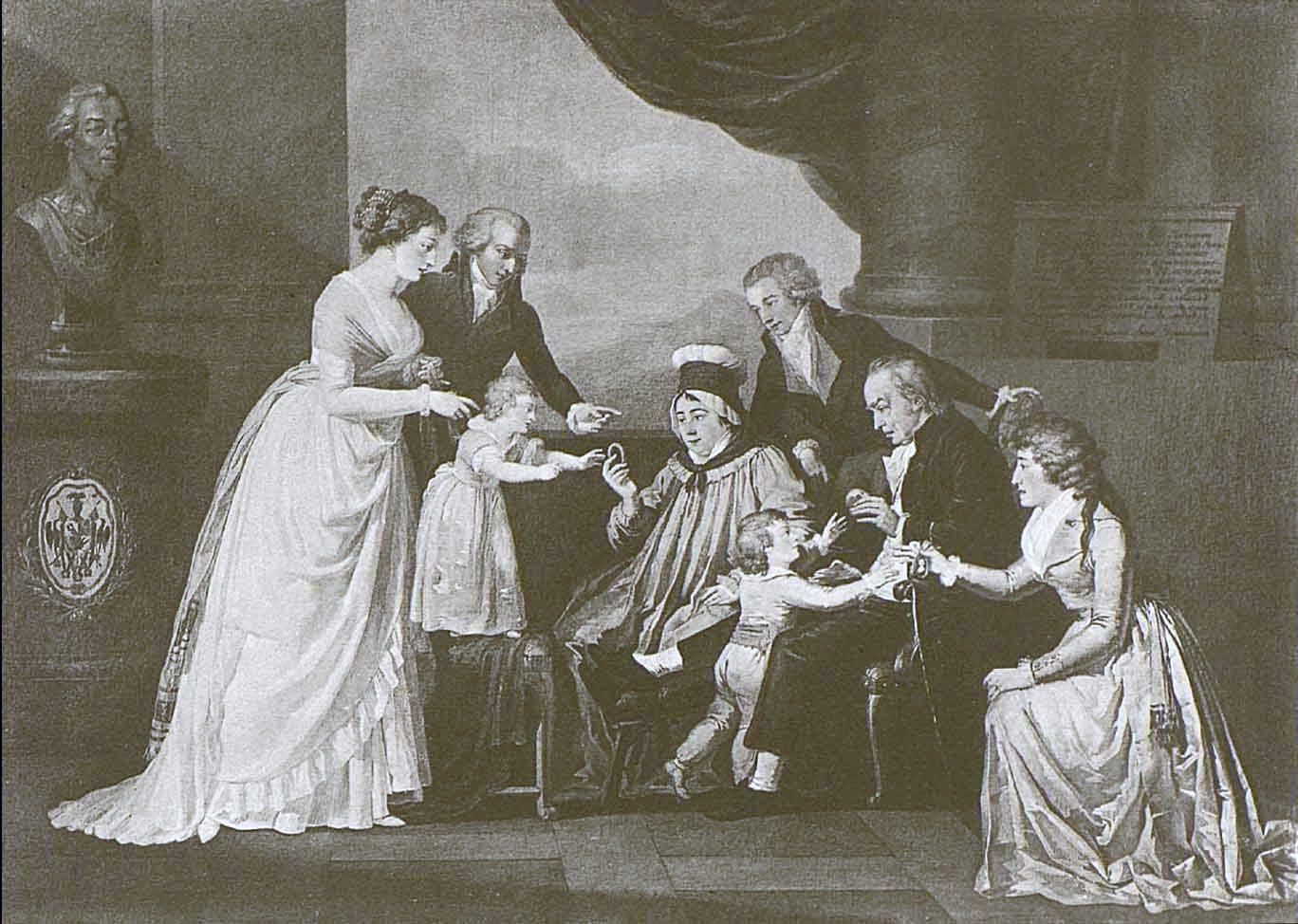
Граф Иван Григорьевич Чернышёв с женой Анной Александровной, ур. Исленевой (1740—1794) в окружении детей и внуков: сын Григорий Иванович (1761—1831) и обе дочери — справа Анна Ивановна (177.-1817), в замужестве Плещеева, и слева старшая дочь Екатерина (1766 — 18..), с мужем Ф. Ф. Вадковским и детьми Иваном (1790—1849) и Павлом (1792—1829)

## Этимология
Название Аннинский (Бабкинский) завод — по имени дочери основателя медеплавильного завода Анны (177.-1817) или по местной Анно-Успенской деревянной церкви (первый храм сооружён в 1764 г., второй — в 1847 г.). Второе название — по реке.

## История

### Аннинский медеплавильный завод
Селение возникло в 1760 г. при медеплавильном заводе генерал-фельдмаршал по флоту, президент Адмиралтейств-коллегии Ивана Чернышёва. С 1770-х гг. Аннинский завод перешёл в ведении казны.

### Аннинский монетный двор
После прекращения медеплавильного производства 23 января 1789 года запустился Аннинский монетный двор, где вплоть до закрытия в 1798 году чеканилась медная монета. В 1830-х годах Аннинский завод преобразовали в с. Аннинское. В 1985 году близ села была проложена асфальтированная дорога Кукуштан — Оса и его перевели в состав Пермского района. Аннинск являлся центром Аннинской волости Осинского уезда и Аннинского сельского совета Кунгурского района (до 16 марта 1971 года).